# God's Assassins
God's Assasins es el nombre del segundo álbum de estudio del fallecido cantante puertorriqueño Mexicano 777. Fue lanzado el 13 de marzo de 2001, por SMA Realtime Entertainment. Para este álbum, el artista contó con las colaboraciones de KRS-One, Maestro, Curly Valentino, Mad Lion, Flo Brown, Evils, Tonedeff, B.A. Xcaliba y Johnny Blas.

## Recepción crítica
El crítico Dean Carlson opinó sobre el álbum diciendo «Si el hip-hop es el opiáceo de las masas, esta es una tienda de campaña llena de crack. Al rapero puertorriqueño Mexicano 777 le gusta mantener el control sobre el lado ocupacional de las cosas -- álbumes lanzados independientemente, videos filmados por él mismo -- y de alguna manera encuentra tiempo para demoler las inhibiciones persistentes cuando se trata de la creatividad anulando atmósferas del estudio de grabación. Agarra un Busta Rhymes bilingüe, sumérgelo en ragga gaiteada, de fuego rápido, y aléjate mientras KRS-One y Mad Lion lo ayudan a encontrar el lado narcótico del buceo libre en un gran parasol de salsa, rasposo y hip-hop y estarás a mitad de camino. Esto es un asalto de rap obsceno a los sentidos que es tan abyecto e insufrible como cualquier llamada de alerta a todo gas que se respete tiene todo el derecho a serlo.[cita requerida]

## Lista de canciones
| N.º   | Título                                            | Duración |  |
| 1.    | «Tiempo de empezar»                               | 3:50     |  |
| 2.    | «Balumbalang!» (con KRS One)                      | 3:38     |  |
| 3.    | «Tears of blood» (con Flo Brown)                  | 5:22     |  |
| 4.    | «I feel like crying» (con Johnny Blas)            | 4:19     |  |
| 5.    | «Bums in the alley» (con B.A. Xcaliba y Tonedeff) | 5:06     |  |
| 6.    | «Guerreros» (con Mad Lion)                        | 3:37     |  |
| 7.    | «Función mental» (con Maestro)                    | 4:06     |  |
| 8.    | «No demores en llegar» (con Curly Valentino)      | 5:17     |  |
| 9.    | «Carlito (R.I.P.)»                                | 4:57     |  |
| 10.   | «Dios y el diablo»                                | 5:18     |  |
| 11.   | «El doctor» (con Evils y Tonedeff)                | 4:20     |  |
| 12.   | «Arrepentido» (con Curly Valentino)               | 4:33     |  |
| 13.   | «Fallen angels»                                   | 4:29     |  |
| 14.   | «La ciudad»                                       | 0:58     |  |
| 59:58 |                                                   |          |  |